# Gogmagog
Gogmagog foi uma banda britânica de heavy metal da década de 1980.

## História
A formação do Gogmagog foi controversa, tendo sido idealizada no começo da década de 1980 pelo produtor musical e DJ Jonathan King, que queria criar uma grande banda de heavy metal, tendo para isso chamado grandes nomes do heavy metal, como Paul Di'Anno e Clive Burr (ambos ex-Iron Maiden), Pete Willis (ex-Def Leppard), Neil Murray (ex-Gary Moore e Whitesnake) e Janick Gers (ex-Ian Gillan e White Spirit).

## Formação
- Paul Di'Anno - Vocal[3]
- Janick Gers - Guitarra[1]
- Pete Willis - Guitarra[1]
- Neil Murray - Baixo[1]
- Clive Burr - Bateria[3]

## Discografia

### EPs
- I Will Be There - 1985[1][3]